# هیرو ناریتا
هیرو ناریتا (انگلیسی: Hiro Narita؛ زادهٔ ۲۶ ژوئن ۱۹۴۱) فیلم‌بردار ژاپنی-آمریکایی است.
از فیلم‌ها یا مجموعه‌های تلویزیونی که وی در آن‌ها نقش داشته‌است، می‌توان به موشک‌زن، پیشتازان فضا ۶: کشور کشف‌نشده و عزیزم، بچه‌ها را کوچک کردم اشاره نمود.